# Горішня Поляна
Горішня Поля́на (болг. Горска поляна) — село в Ямбольській області Болгарії. Входить до складу общини Болярово.

## Населення
За даними перепису населення 2011 року у селі проживали 72 особи, з них 71 особа (98,6%) — болгари.
Розподіл населення за віком у 2011 році:
Динаміка населення: